# Antonius van Gils

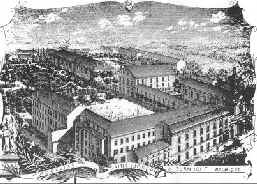
De Latijnse school in Turnhout

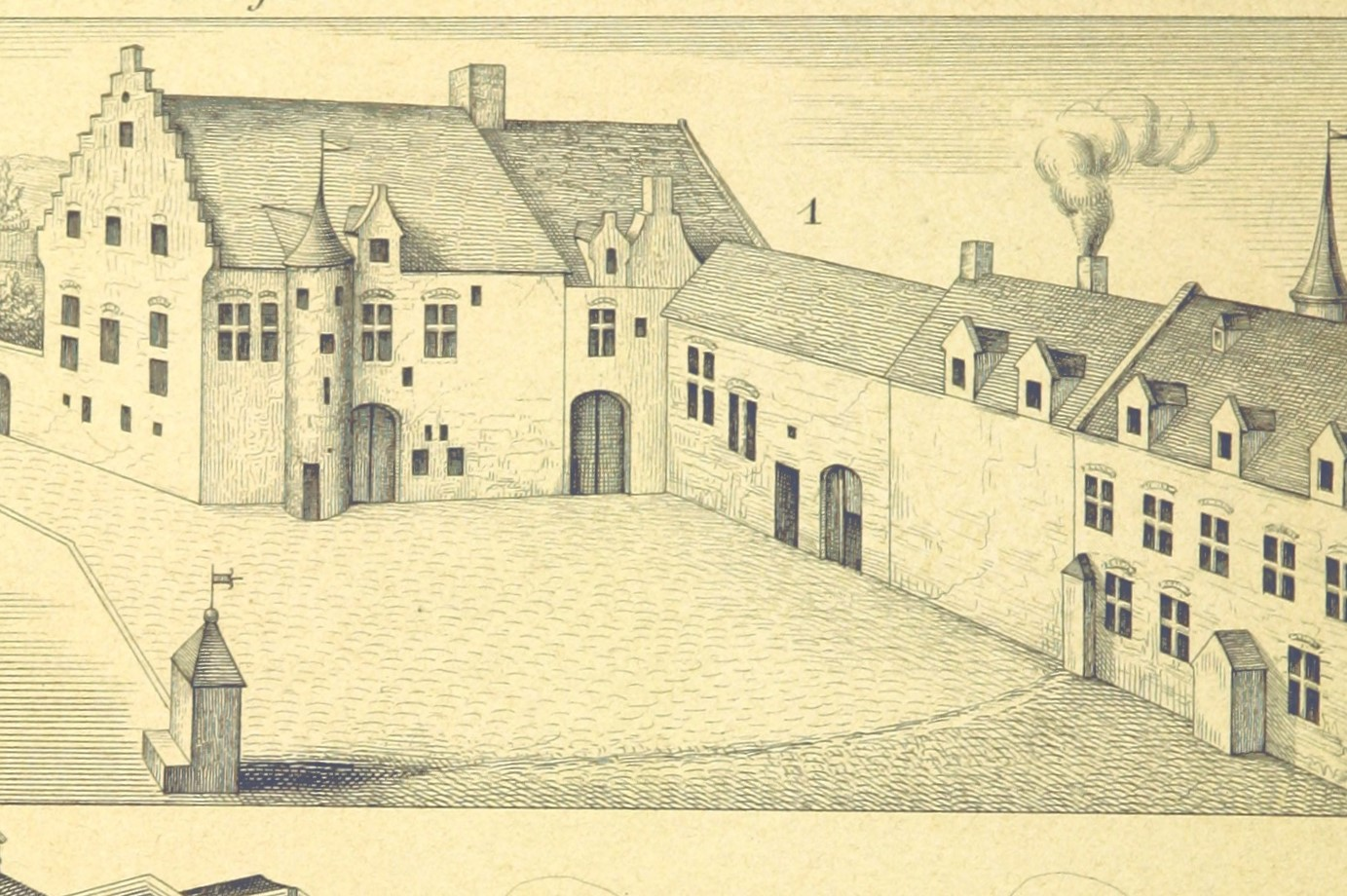
Binnentuin van pedagogie Het Varken, 's Meiersstraat, Leuven

Wapen van pedagogie Het Varken

Antonius (Antoon) van Gils (Tilburg, 29 juli 1758 – Sint-Michielsgestel, 10 juni 1834), ook wel Primus van Gils, was een Nederlands theoloog, oprichter/president van de priesteropleiding in het bisdom Den Bosch en voorvechter van de katholieke zaak in de Nederlanden.

## Universiteit van Leuven
Van Gils werd geboren te Tilburg op 29 juli 1758 als zoon van Jan van Gils en Johanna Bruers. Hij studeerde aan de Latijnse school in Turnhout en vervolgens aan de universiteit van Leuven. Aldaar werd Van Gils in 1779 uitgeroepen tot 'Primus van Leuven'; hij was de beste student wijsbegeerte van de 122 die het licentiaat behaalden. Als zodanig werd hij op uitbundige wijze gefêteerd door de notabelen van Leuven en van Turnhout en een week later ingehaald in zijn geboorteplaats door graaf Gijsbert Van Hogendorp, een stoet van 200 ruiters, drie schuttersgilden en vier erebogen. Er was muziek en er werden jaardichten gefabriceerd, zoals: 'eCCe 't Is Voorzeker en geVVis, Dat Van gILs prIMUs Is.'  In Tilburg duurden de festiviteiten enkele dagen, waarna de Leuvense studenten hun vaandel "t Vercken" overdroegen aan het plaatselijke St. Jorisgilde.
In 1783 werd Van Gils in Antwerpen tot priester gewijd door bisschop Wellens, die eerder ook primus van Leuven was. Als vanzelfsprekend behaalde hij in 1785 zijn licentiaat in de godgeleerdheid. Reeds vanaf 1780 was Van Gils lector in de wijsbegeerte en vanaf 1790 hoogleraar in de godgeleerdheid. Hij gaf les in de oratorie en in de Sint-Geertrui-abdij en was waarnemend pastoor in Eindhoven en Den Bosch (bidplaats der Zeven Weeën). In 1790 stuurde vicaris Antonius van Alphen hem terug naar Leuven, alwaar  Van Gils kort in gijzeling zou worden genomen door de binnenvallende Oostenrijkers (Verenigde Belgische Staten ). In 1791 werd Van Gils hoogleraar Grieks aan het Busleydencollege te Leuven. 
In 1794 bezetten de Fransen de stad; de Franse periode in de Nederlanden brak aan (1794-1815). Universiteitsmedewerkers waaronder Van Gils werden als gijzelaar vastgezet in Péronne, Noord-Frankrijk. Daarna werd Van Gils hersteld en benoemd tot  rector magnificus van de Leuvense universiteit (1795) en president van het Sint-Annacollege (1796). Hij weigerde echter de eed af te leggen op de Franse Republiek, die kerk en staat scheidde. Zijn motieven beschreef hij in het Frans en in het Nederlands. In 1797 werd de universiteit op last van het directoire vernield en gesloten.

## Noord-Brabantse seminaries
Van Gils ontvluchtte Vlaanderen met medeneming van een gedeelte van de universiteitsarchieven en streek neer in het Noord-Brabantse Berlicum, waar hij het kleinseminarie Veebeek stichtte. Daarna kocht hij het landgoed Beekvliet te Sint-Michielsgestel en stichtte aldaar het kleinseminarie Beekvliet. Van Gils was in 1799 medeoprichter en president van het grootseminarie Nieuw-Herlaer te Sint-Michielsgestel. Hier belandden de Leuvense archieven uiteindelijk.
Van Gils' seminarie volgde het voorbeeld van de priesteropleiding in Leuven en was ultramontaans georiënteerd: priesterstudenten werden getraind in de gedachte van een gecentraliseerde organisatie van de Katholieke Kerk, geleid door de paus, met één leer en overal dezelfde verschijningsvorm. Hiermee speelde Van Gils een intellectuele sleutelrol in het Brabantse missie-offensief in de Verenigde Staten. Al in de Franse tijd kreeg hij het dringende beroep om hulp bij het oplossen van het structurele tekort aan priesters in de nog jonge Verenigde Staten. Geen Nederlands seminarie heeft zoveel missionarissen geleverd als Nieuw-Herlaer, later Haarendael, in het vicariaat Den Bosch.
Wantrouwend was Van Gils bij de benoeming van een Minister van Eeredienst in Den Haag, door koning Lodewijk Napoleon in 1809. De koning was zijn seminarie echter goed gezind. Dat was Napoleon Bonaparte niet; deze benoemde zonder pauselijke toestemming Fransgezinde bisschoppen. Van Gils' seminariestudenten kregen geen automatische vrijstelling meer van militaire dienst. In 1812 werd Van Gils gedagvaard als staatsgevaarlijk persoon en verbannen naar Mechelen en even later vastgezet in Dijon. Na de val van Napoleon in 1814 kwam Van Gils vrij, samen met Van Alphen en anderen. 
In 1819 schreef Van Gils het 'Katholyk Meyerysch Memorieboek', dat de grondslag zou vormen voor de kerkelijke geschiedschrijving van het bisdom Den Bosch. Zijn werk werd door de latere schrijvers J.A. Coppens (vanaf 1840) en L.H.C. Schutjes (vanaf 1870) als uitgangspunt genomen in hun standaardwerken over de geschiedenis van het bisdom.  

## Overlijden en nagedachtenis
Van Gils maakte het herstel van de bisschoppelijke hiërarchie in Nederland niet meer mee, maar heeft er wel aan bijgedragen. In 1827 werd onder zijn bemoeienis een concordaat gesloten. Daarna namen zijn geestelijke en lichamelijke vermogens af. In 1831 nam Phillipus van de Ven zijn taken op het grootseminarie waar, alwaar Van Gils in 1834 kwam te overlijden. Hij werd begraven op het RK-kerkhof te Schijndel. Een lijkrede werd opgedragen door de latere bisschop van Haarlem G. Wilmer. 
- In 1881 werd in Tilburg een straat naar hem vernoemd; de Primus van Gilsstraat, lopende van de Bisschop Zwijsenstraat, hoek Varkensmarkt, tot aan de Piusstraat.[5]
- In 1890 kreeg zijn vermoede geboortehuis in de Nieuwlandstraat een gedenksteen.
- Het Tilburgse stadsmuseum beheert een replica van het Leuvense vaandel 't Vercken, waarop een groot varken staat afgebeeld. Het origineel is in 1919 verbrand.

## Werken
- 1797: Motifs de conscience, qui empéchent les ministres du culte catholique de faire la déclaration exigée par la loi du 7 vendémiaire an IV (Ontwerp van een antwoord van eenen priester te Loven enz.), Leuven
- 1797: De twee cozijns, Eenvoudige samenspraaken over de religie-zaaken van deze tijd, Antwerpen
- 1800: De gronden van het christen-catholiek geloof, tegenover de gronden der philosophie, 's Hertogenbosch
- 1816: Analysis Epistolarum B. Pauli Apostoli et Epistolarum canonicarum, Leuven
- 1819: Katholyk Meyerysch Memorieboek behelzende de oprigting van het Bisdom van 's-Hertogenbosch, 's Hertogenbosch

- Biografisch Portaal: 44430712
- Digitale Bibliotheek voor de Nederlandse Letteren: gils001
- International Standard Name Identifier: 0000 0000 7498 7179
- Library of Congress Control Number: no2010010728
- Nederlandse Thesaurus van Auteursnamen: 068356641
- Virtual International Authority File: 106899518
- WorldCat: E39PBJvxqm6r3fhJmrX3cYKw4q